# Шведско-дански рат (1657—1658)
Шведско-дански рат (1657 — 1658) други је оружани сукоб Шведске и Данске и вођен је у оквиру Пољско-шведског рата. Завршен је миром у Копенхагену којим је Данска повратила раније изгубљене територије.

## Увод
Шведско-дански ратови вођени су у 16. и 17. веку на копну и мору, ради стицања и одржавања превласти у подручју Балтика. Династичке супротности и борбе око превласти између Данске и Шведске постојале су и раније, али су се нарочито заоштриле тек другом половином 16. века кад почињеда опада моћ Ханзе.
У северном седмогодишњем рату (1563—1570) почињу први сукоби између шведских и савезничких данско-либечких поморских снага. Тад је Шведска ојачала свој положај на мору, углавном на рачун Ханзе, али је Данска, захваљујући својој флоти успела да одржи своје поседе у јужном делу Скандинавског полуострва и острвцима Готланду и Сарему, а тиме и превласт у Балтичком мору. У Калмарском рату (1611—1613) Данци су успели да заузму Калмар и Јетеборј, а Швеђани у савезу са Холандијом и Либеком да спрече даље продирање Данаца.

## Рат
Да би повратила изгубљене територије и ранији престиж на Балтику, Данска је у савезу са Холандијом напала Шведску. Швеђани су од Данске ослободили јужни део Скандинавског полуострва и упркос неодлучној бици код Фалтербуа (13. и 14. септембар 1657) окупирали касније део Данске. Миром у Роскилдеу од 28. фебруара следеће године, Данска је признала ново стање на Скандинавском полуострву и на Балтику, обавезала се да ће заједно са Шведском спречити улаз противничким флотама у Балтичко море.

## Друга фаза рата
Пошто је Данска, по наговору Холандије, избегавала да изврши уговором предвиђене обавезе, рат је настављен 23. јула 1658. године. Шведска флота (11 ратних и 60 транспортних бродова) искрцала је 6. августа десант од 8000 војника за опсаду Копенхагена и блокирала град с мора. Холандско-данска деблокадна ескадра потукла је 8. новембра шведске флотне снаге код Ересунда и деблокирала Копенхаген, у којем је 27. маја 1660. године склопљен мир. Према одредбама мира у Копенхагену, Шведаска се обавезала да Данској врати отоке Борнхолм и Тронхејм.